# Икономика на културата
Икономиката на културата е клон на икономическата наука, който изучава икономическите аспекти на културата.
В програмните въпроси и проблеми се включва например до каква степен културата има значение за икономическите резултати и каква е връзката ѝ с институциите.

## Списания
- ((en)) Икономическо развитие и културна промяна Архив на оригинала от 2007-11-23 в Wayback Machine.
- ((en)) Списание за културна икономика. Описание Архив на оригинала от 2010-05-03 в Wayback Machine., обсег и връзки Архив на оригинала от 2013-01-05 в archive.today.